# Mario Mancini (direttore della fotografia)
Mario Mancini (Roma, 1935) è un direttore della fotografia e regista italiano.

## Biografia
Dopo aver lavorato come assistente operatore, all'inizio degli anni Sessanta è camera man per due film cult: Sei donne per l'assassino di Mario Bava e Totò di notte n. 1.
In seguito Intraprende  il ruolo di direttore di fotografia. Tra i titoli della sua filmografia figurano Ostia e Terror! Il castello delle donne maledette. In quest’ultimo è accreditato anche come regista, sebbene sia tuttora incerto chi abbia veramente diretto il film.
Ha lavorato anche come regista e sceneggiatore per il film Frankenstein '80, del 1972.

## Filmografia parziale
Operatore di ripresa
- Sei donne per l'assassino
- Operazione paura
- Totò di notte n. 1

Direttore della fotografia
- Ostia
- La cameriera
- Terror! Il castello delle donne maledette
- Dagli archivi della polizia criminale

Regia
- Frankenstein '80